# Campanacella hamiltonella
Campanacella hamiltonella is een insect uit de familie van de Mantispidae, die tot de orde netvleugeligen (Neuroptera) behoort. 
Campanacella hamiltonella is voor het eerst wetenschappelijk beschreven door Westwood in 1867.